# Moses Mendel
Moses Mendel (født ca. 1801 i Slesvig by, død 26. juni 1831 i København) var en dansk tegner og litograf.
Moses Mendel var søn af Mendel Cohen og var elev af Kunstakademiet fra januar 1823, avancerede til Gipsskolen i juni 1826 og til Modelskolen juli 1829. Han udstillede en portrættegning på Charlottenborg Forårsudstilling 1826.
Mendel ansøgte 1830 Akademiet om en anbefaling til Københavns Magistrat for at få tilladelse til at oprette et stentrykkeri, men fik afslag. Han nævnes ved sin død som "elev ved Kunstakademiet". Han forblev ugift og er begravet på Mosaisk Nordre Begravelsesplads.
Han er repræsenteret i Kobberstiksamlingen.

## Litografier
- Orientalisten J.G.C. Adler (1828)
- Landgrev Carl af Hessen-Kassel (1828, efter egen tegning)
- Professor J.D. Herholdt (1830)
- H.C.F. Schumacher (1830)